# Tetovo

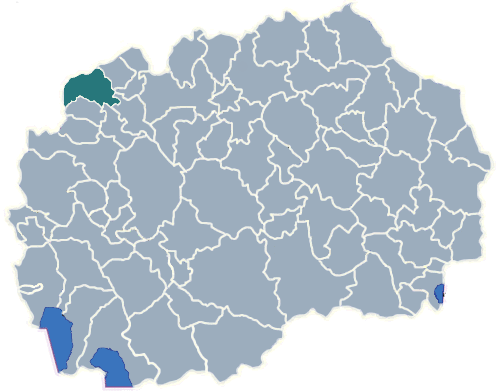
Locatie van de gemeente Tetovo

Tetovo (Macedonisch: Тетово; Albanees: Tetovë, bepaalde vorm Tetova) is een stad en gemeente in Noord-Macedonië. De gemeente heeft 86.580 inwoners (2002) waarvan de meerderheid Albanees spreekt. Ongeveer 70% van de bevolking is Albanees, 25% is Macedoniër en 5% overige. Tetevo is de 3e grote stad van Noord-Macedonië.
In het centrum van Tetovo staat de Beschilderde Moskee, ook bekend als Aladzja-moskee of Pasja-moskee. De moskee is gebouwd in 1459 en de muren zijn zowel van binnen als van buiten met decoraties beschilderd, waardoor het een opvallende bezienswaardigheid is.

## Sport
Voetbalclub FK Shkendija 79 Tetovo werd in 2011, 2018 en 2019 landskampioen van Macedonië. FK Teteks Tetovo is een andere voetbalclub uit de stad.

## Geboren
- Milko Ðurovski (1963), Macedonisch voetballer
- Blerim Džemaili (1986), Zwitsers voetballer
- Ferhan Hasani (1990), Macedonisch voetballer